# ツサヤン
ツサヤン（Tusayan）は、アメリカ合衆国アリゾナ州の北部ココニノ郡にある町。人口は558人（2010年）。グランド・キャニオンのサウスリムに一番近いリゾートタウンであり、空港（en:Grand Canyon National Park Airport）に隣接している。

## 概要
2010年に誕生した若い町である。それ以前は国勢調査指定地域（CDP）だった。

## ギャラリー

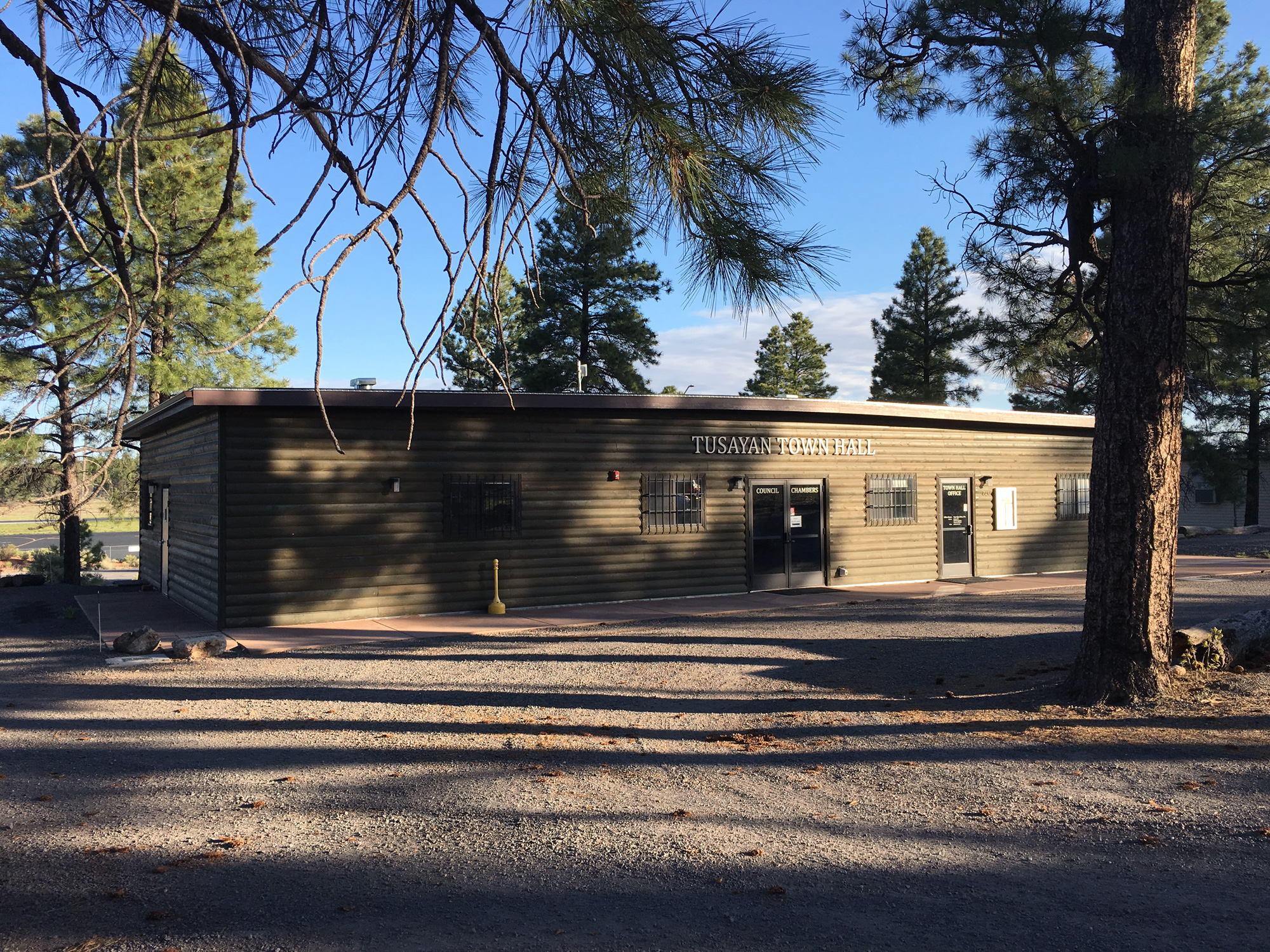
タウンホール
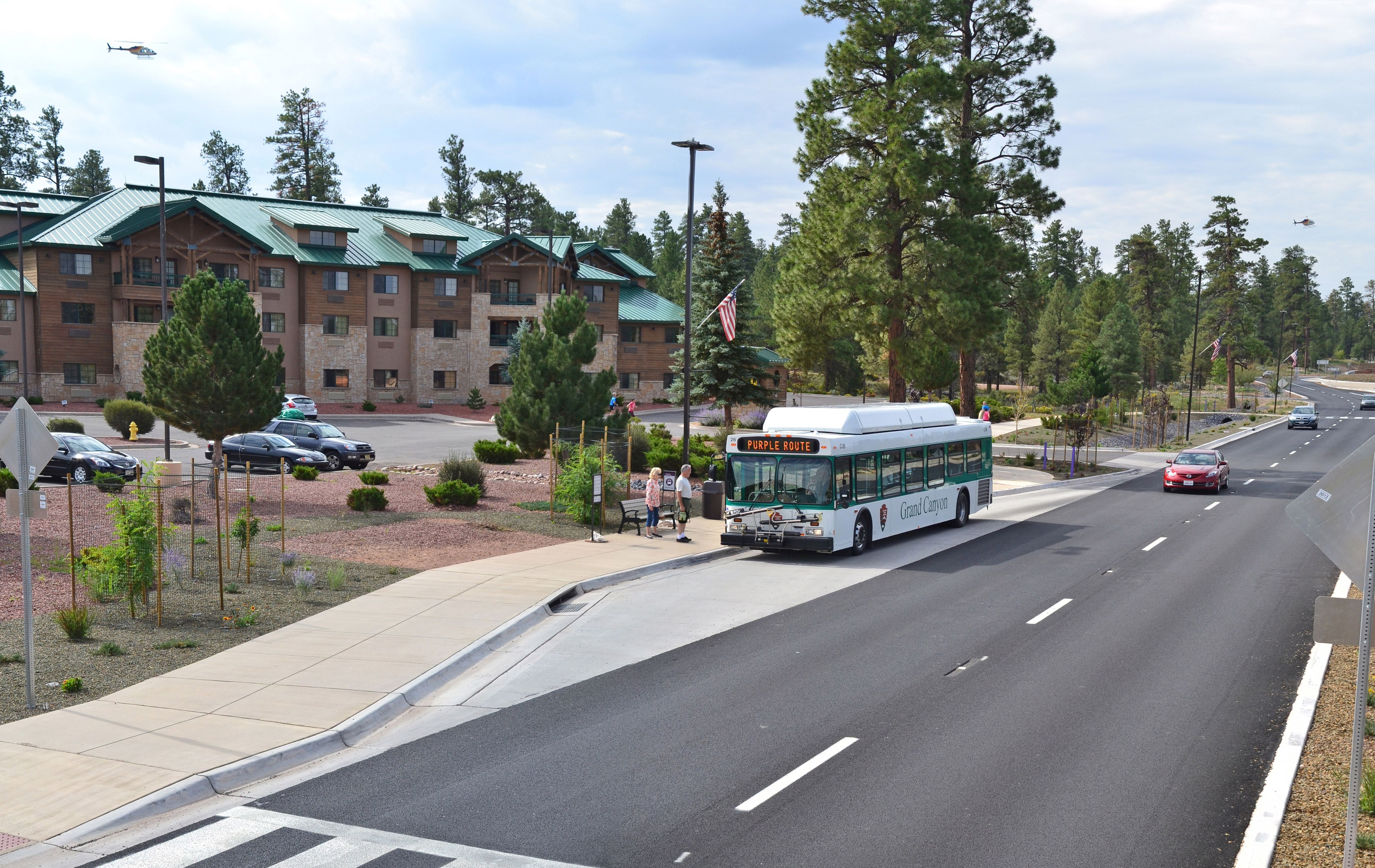
シャトルバス
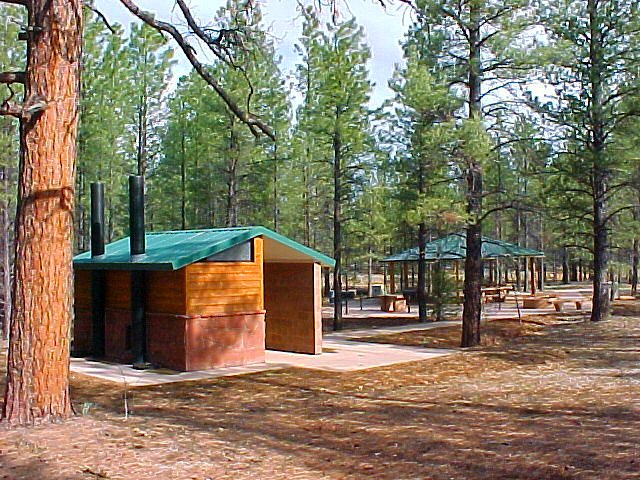
キャンプ場